# Kwartet madrycki
Kwartet madrycki (Kwartet bliskowschodni, ang. Madrid Quartet, Quartet on the Middle East) – zainicjowana w 2002 roku grupa czterech uczestników stosunków międzynarodowych zainteresowanych rozwojem procesu pokojowego na Bliskim Wschodzie. W ramach kwartetu współpracują: Organizacja Narodów Zjednoczonych, Unia Europejska, Federacja Rosyjska i Stany Zjednoczone.

## Inicjatywy
- 2003: Mapa Drogowa
- 2005: ustanowienie przedstawiciela ds. planu wycofania się Izraela ze Strefy Gazy (ang. Special Envoy for Gaza Disengagement)
- 2006: Tymczasowy Mechanizm Międzynarodowy dla Palestyńczyków

## Przedstawiciele
- specjalny koordynator rozmów pokojowych na Bliskim Wschodzie – Tor Wennesland
- wysoki przedstawiciel Unii do spraw zagranicznych i polityki bezpieczeństwa – Josep Borrell
- minister spraw zagranicznych – Siergiej Ławrow
- sekretarz stanu – Antony Blinken
- specjalny wysłannik na Bliski Wschód – John Clarke

### Dotychczasowi przedstawiciele
| Rok                | ONZ               | Unia Europejska | Stany Zjednoczone | Rosja       | Specjalny wysłannik |
| ------------------ | ----------------- | --------------- | ----------------- | ----------- | ------------------- |
| 2002               | Terje Roed-Larsen | Javier Solana   | Colin Powell      | Igor Iwanow |                     |
| 2003               | Terje Roed-Larsen | Javier Solana   | Colin Powell      | Igor Iwanow |                     |
| 2004               | Terje Roed-Larsen | Javier Solana   | Colin Powell      | Igor Iwanow |                     |
| Siergiej Ławrow    | Terje Roed-Larsen | Javier Solana   | Colin Powell      |             |                     |
| 2005               | Terje Roed-Larsen | Javier Solana   | Colin Powell      |             |                     |
| Alvaro de Soto     | Condoleezza Rice  | Javier Solana   | James Wolfensohn  |             |                     |
| Alvaro de Soto     | Condoleezza Rice  | Javier Solana   | James Wolfensohn  | 2006        |                     |
| Alvaro de Soto     | Condoleezza Rice  | Javier Solana   | 2007              | Tony Blair  |                     |
| Michael Williams   | Condoleezza Rice  | Javier Solana   | 2007              | Tony Blair  |                     |
| Robert Serry       | Condoleezza Rice  | Javier Solana   | 2007              | Tony Blair  |                     |
| 2008               | Condoleezza Rice  | Javier Solana   |                   | Tony Blair  |                     |
| 2009               | Condoleezza Rice  | Javier Solana   |                   | Tony Blair  |                     |
| Catherine Ashton   | Hillary Clinton   |                 |                   | Tony Blair  |                     |
| Catherine Ashton   | Hillary Clinton   | 2010            |                   | Tony Blair  |                     |
| Catherine Ashton   | Hillary Clinton   | 2011            |                   | Tony Blair  |                     |
| Catherine Ashton   | Hillary Clinton   | 2012            |                   | Tony Blair  |                     |
| Catherine Ashton   | Hillary Clinton   | 2013            |                   | Tony Blair  |                     |
| Catherine Ashton   | John Kerry        |                 |                   | Tony Blair  |                     |
| Catherine Ashton   | 2014              |                 |                   | Tony Blair  |                     |
| Federica Mogherini |                   |                 |                   | Tony Blair  |                     |
| 2015               |                   |                 |                   | Tony Blair  |                     |
| Nikołaj Mładenow   | Kito de Boer      |                 |                   |             |                     |
| Nikołaj Mładenow   | Kito de Boer      | 2016            |                   |             |                     |
| Nikołaj Mładenow   | Kito de Boer      | 2017            |                   |             |                     |
| Nikołaj Mładenow   | Kito de Boer      | Rex Tillerson   |                   |             |                     |
| Nikołaj Mładenow   | 2018              | John Clarke     |                   |             |                     |
| Nikołaj Mładenow   | 2018              | John Clarke     | Mike Pompeo       |             |                     |
| Nikołaj Mładenow   | 2019              | John Clarke     |                   |             |                     |
| Nikołaj Mładenow   | Josep Borrell     | John Clarke     |                   |             |                     |
| Nikołaj Mładenow   | 2020              | John Clarke     |                   |             |                     |
| Tor Wennesland     |                   | John Clarke     |                   |             |                     |
| 2021               |                   | John Clarke     |                   |             |                     |
| Antony Blinken     |                   | John Clarke     |                   |             |                     |